# Hans Andresen
Hans Edmund Andresen (Vedbæk, Rudersdal, 3 de outubro de 1927 - 7 de fevereiro de 2014) foi um ciclista de estrada e pista dinamarquês que representou o seu país nos Jogos Olímpicos de Verão de 1948 e de 1952, obtendo o melhor desempenho em 1948 ao terminar em quinto competindo no tandem.